# فان تی ها تانه

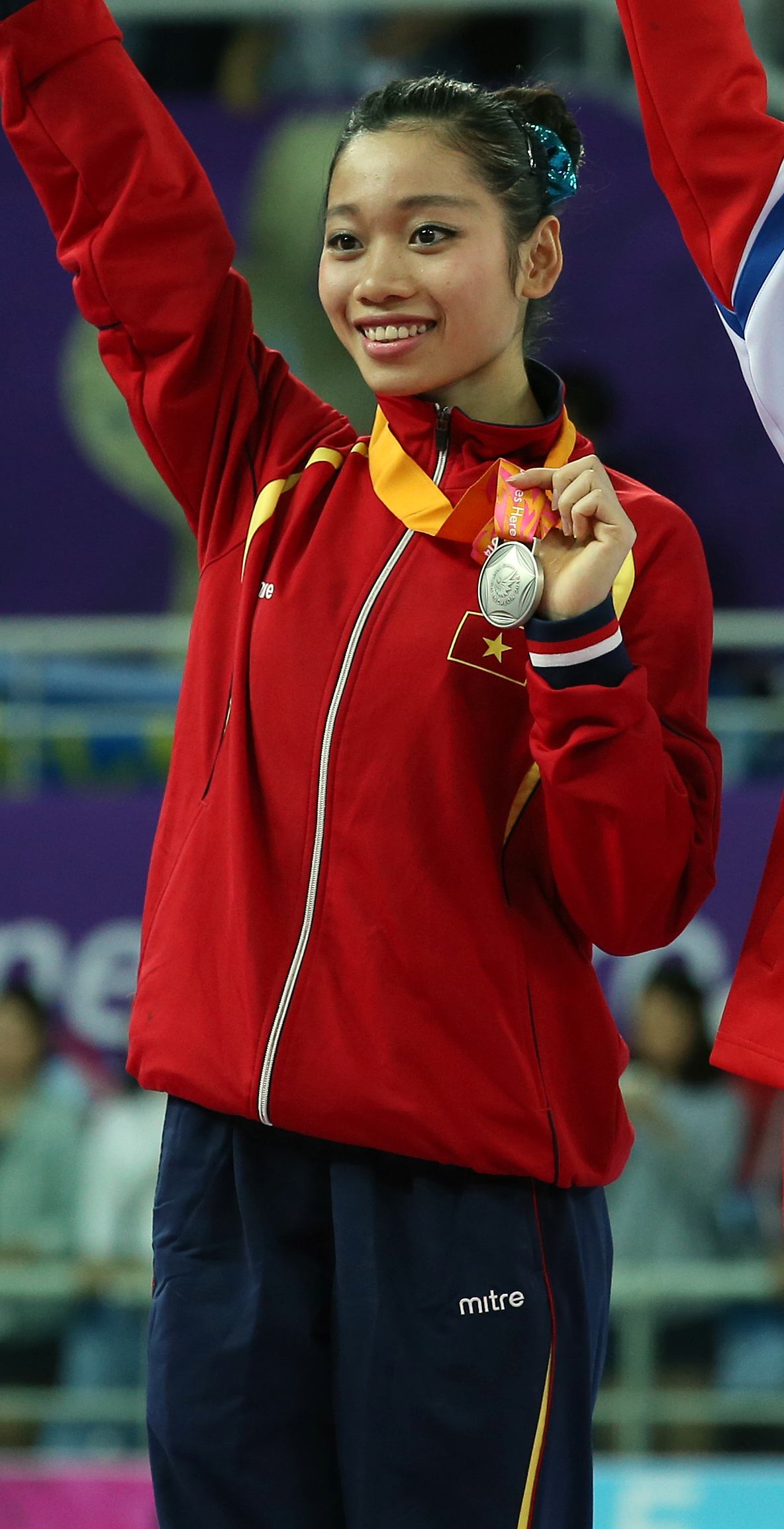
«فان تی‌ها تانه» در بازی‌های آسیایی ۲۰۱۴

فان تی‌ها تانه (به انگلیسی: Phan Thị Hà Thanh) (زادهٔ ۱۶ اکتبر ۱۹۹۱) ژیمناست اهل کشور ویتنام است.